# Буш, Владимир Владимирович (футболист)
Владимир Владимирович Буш (15 сентября 1967) — советский и казахстанский футболист, нападающий, полузащитник.

## Биография
В первенстве СССР играл за команды Казахской ССР во второй и низшей второй лигах «Трактор» Павлодар (1985—1986), «Уралец» Уральск (1989—1990), «Металлург» Ермак (1990—1991). В чемпионате Казахстана выступал за команды «Экибастузец»/«Батыр» Экибастуз (1992, 1998—1999), «Ансат»/«Иртыш» Павлодар (1993—1997). Профессиональную карьеру завершил в клубах первой лиги «Кокше» Кокчетав (1999), «Наша Кампания» Астана (2000), «Трактор» Павлодар (2000).